# Vieux-Moulin (Oise)
Vieux-Moulin è un comune francese di 630 abitanti situato nel dipartimento dell'Oise della regione dell'Alta Francia.

## Società

### Evoluzione demografica
Abitanti censiti